# Marek Mastič
Marek Mastič (* 25. Januar 1974 in Bratislava) ist ein slowakisch-deutscher Eishockeytorwart und -trainer, der seit 2011 beim HK Nitra als Torwarttrainer beschäftigt ist und seit Januar 2012 als Reserve-Torhüter bei den Kassel Huskies unter Vertrag steht.

## Karriere
Marek Mastič stand in der Saison 2004/05 bei den Grizzly Adams Wolfsburg in der Deutschen Eishockey Liga (DEL) unter Vertrag.
Mastič war zusammen mit seinem Torhüterkollegen Marc Seliger einer der Publikumslieblinge der Grizzlies. Vor dem Aufstieg des EHC Wolfsburg wurde Mastič in der Saison 2003/2004 in der 2. Liga zum besten Torhüter der Saison gewählt.

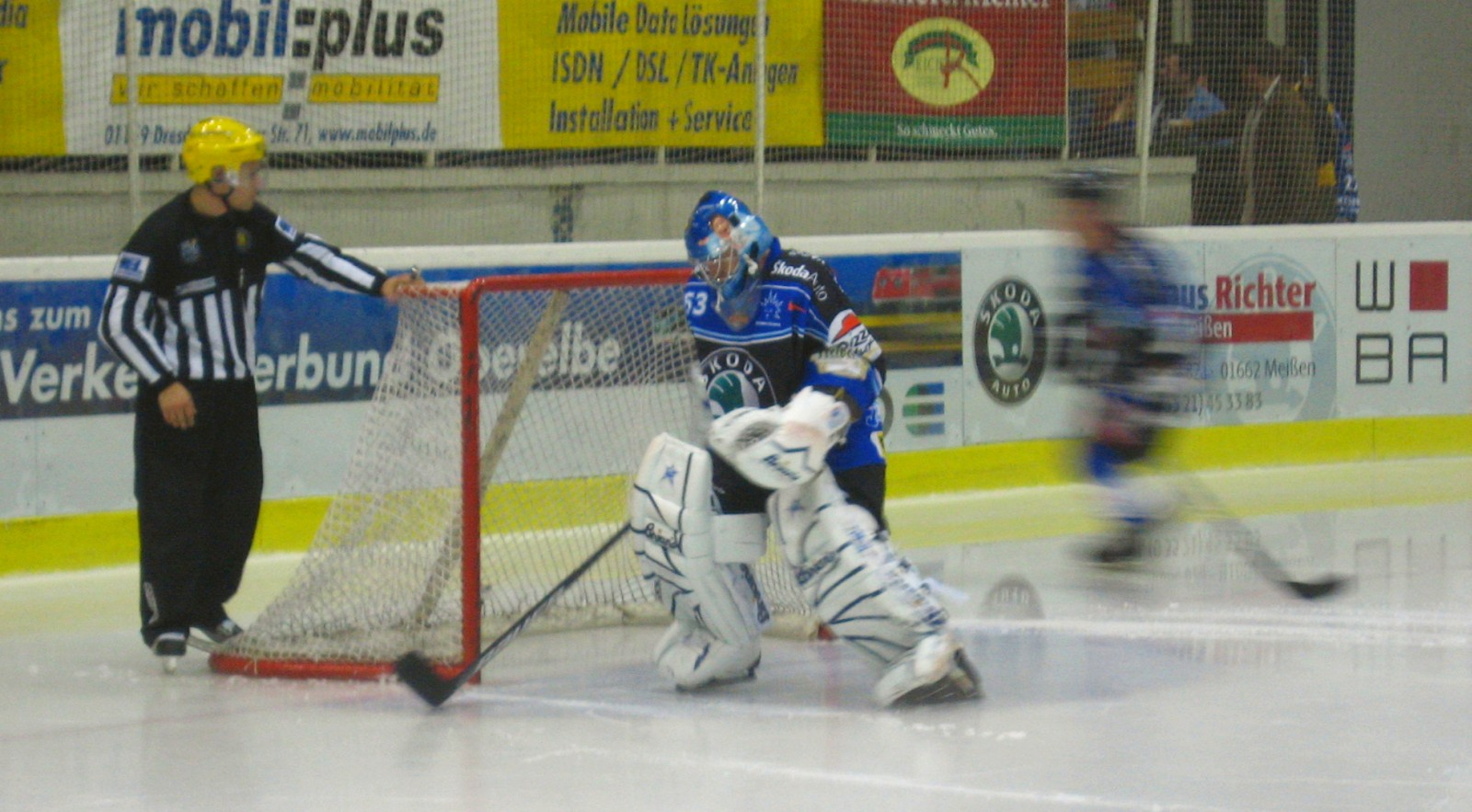
Mastic im Trikot des ESC Dresden

In der nächsten Saison spielte er für die Dresdner Eislöwen in der 2. Bundesliga. Bei den Dresdner Eislöwen setzt er seine guten Leistungen fort und wurde mehrmals von den Fans zum besten Spieler des Monats gekürt. Im Februar 2006 unterschrieb er für eine weitere Spielzeit, so dass er auch in der Saison 2006/2007 im Kasten der Eislöwen zu sehen war. Sein Vertrag wurde allerdings im Sommer 2007 nicht verlängert, so dass er in seine Heimat zum HK Ardo Nitra in die slowakische Extraliga wechselte. Im Januar 2008 wurde bekannt, dass Mastič schon im Juli 2007 von den Kassel Huskies als Standby-Torhüter verpflichtet wurde. In der Saison 2008/09 stand Mastic für die Heilbronner Falken in der 2. Eishockeybundesliga zwischen den Pfosten. Nach einem Jahr wechselte der Goalie zum Aufsteiger Hannover Indians, den er im Dezember 2009 verließ. Ab Februar 2010 stand er schließlich bei dessen Zweitligarivalen SERC Wild Wings unter Vertrag. Nachdem sein Vertrag dort nicht verlängert worden war, schloss er sich im Januar 2011 den Starbulls Rosenheim an. Sowohl in Schwenningen, als auch in Rosenheim, blieb er als Ersatztorwart ohne Einsatz.
Danach agierte er als Torwarttrainer beim HK Nitra und erhielt im Januar 2012 erneut einen Vertrag als Reserve-Torhüter der Kassel Huskies.

## Spielerstatistik
| Saison  | Team                    | Liga    | Sp | Min.  | SaT | SO | GA  | GAA  | Sv%  |
| ------- | ----------------------- | ------- | -- | ----- | --- | -- | --- | ---- | ---- |
| 1999/00 | HC Slovan Bratislava    | EL (Sk) | 14 | 738   | –   | 4  | 36  | 2,93 | 91,0 |
| 2000/01 | EHC Wolfsburg           | OLN     | 41 | 2.362 | –   | 6  | 81  | 2,05 | –    |
| 2001/02 | EHC Wolfsburg           | 2. BL   | 54 | 3.211 | –   | 3  | 125 | 2,33 | –    |
| 2002/03 | EHC Wolfsburg           | 2. BL   | 46 | 2.778 | –   | 3  | 115 | 2,48 | –    |
| 2003/04 | EHC Wolfsburg           | 2. BL   | 60 | 3.567 | –   | 7  | 121 | 2,03 | –    |
| 2004/05 | Grizzly Adams Wolfsburg | DEL     | 31 | 1.724 | 968 | 2  | 95  | 3,31 | 90,2 |
| 2005/06 | Dresdner Eislöwen       | 2. BL   | 46 | 2.693 | –   | 4  | 127 | 2,83 | –    |
| 2006/07 | Dresdner Eislöwen       | 2. BL   | 37 | 2.113 | –   | 1  | 117 | 3,32 | –    |
| 2007/08 | HK Ardo Nitra           | EL (Sk) | 18 | –     | –   | –  | –   | 3,27 | 88,7 |
| 2007/08 | Kassel Huskies          | 2. BL   | 4  | 184   | –   | –  | 4   | 1,30 |      |
| 2008/09 | Heilbronner Falken      | 2. BL   | 27 | 1600  | –   | 2  | 58  | 2,17 | –    |

(Legende zur Torhüterstatistik: GP oder Sp = Spiele insgesamt; W oder S = Siege; L oder N = Niederlagen; T oder U oder OT = Unentschieden oder Overtime- bzw. Shootout-Niederlage; Min. = Minuten; SOG oder SaT = Schüsse aufs Tor; GA oder GT = Gegentore; SO = Shutouts; GAA oder GTS = Gegentorschnitt; Sv% oder SVS% = Fangquote; EN = Empty Net Goal; 1 Play-downs/Relegation; Kursiv: Statistik nicht vollständig)

## Erfolge und Auszeichnungen
- Aufstieg mit dem EHC Wolfsburg in der Saison 2003/04